# Simone Giusti
Simone Giusti (ur. 30 czerwca 1955 w Buti) – włoski duchowny katolicki, biskup Livorno od 2007.

## Życiorys
Święcenia kapłańskie otrzymał 5 listopada 1983 i został inkardynowany do archidiecezji Pizy. W latach 1985–1987 był diecezjalnym asystentem Akcji Katolickiej, zaś w latach 1987-1995 był krajowym duszpasterzem młodzieżowej sekcji tej organizacji. W 1995 został proboszczem w rodzinnym mieście oraz dyrektorem centrum ewangelizacyjno-katechetycznego.
18 października 2007 papież Benedykt XVI mianował go ordynariuszem diecezji Livorno. Sakry biskupiej udzielił mu 10 listopada 2007 ówczesny arcybiskup Pizy - Alessandro Plotti.